# 直真节点
中國東方文化集團有限公司（China Oriental Cultural GroupLtd.，港交所：2371），前稱“直真節點”，是一家在香港交易所上市的電訊業公司，主要業務是所控股的北京直真節點技術開發有限公司和上海直真節點技術開發有限公司為電訊運營商提供的運維管理支撐系統，媒體業務，證券投資等.
中國東方文化集團有限公司的相關產品是报表管理系统、流程管理系统、路由器网络监控管理系统等。  

## 外部連線
- 直真节点控股有限公司官方網址 （页面存档备份，存于）